# Melanthomyza polita
Melanthomyza polita är en tvåvingeart som beskrevs av Malloch 1933. Melanthomyza polita ingår i släktet Melanthomyza och familjen sumpflugor. Inga underarter finns listade i Catalogue of Life.